# Clément Leroy
Clément Leroy est un psychologue cogniticien, conférencier et cycliste français, quintuple champion du monde des coursiers à vélo. Il est né en 1988 à Crépainville.

## Biographie

### Formation
Il poursuit un cursus de psychologie du travail à l’Université de Tours jusqu’au Master 1 et obtient en 2011 son Master 2 à l’Université de Bourgogne en spécialité didactique professionnelle.

### Parcours
Il réalise des voyages en dormant chez l’habitant. En 2014, il rejoint le Cap Nord en Norvège. En 2015, il fait un tour de France des communes au nom insolite puis il part en Australie pour les championnats du monde de coursiers à vélo. En 2016, il part 75 jours au Japon. En 2017, il voyage au Canada et en 2019 en Indonésie. Il a dormi dans 350 maisons, dans 21 pays, sur 4 continents.
Il remporte en 2013 et 2015 l'épreuve de surplace à vélo (trackstand en anglais). En 2018, il s’impose à l’épreuve de backward circles et en 2019 aux épreuves de skid et de goldsprint. Il a également battu le record de vélo en marche arrière (50 kilomètres en 2 h 48 minutes) en 2001. Il vit en effectuant des spectacles itinérants de vélo sur place.
En mars 2015, il réalise une conférence TEDx sur le thème « Comment voyager en faisant du sur-place ? ». Le 10 avril 2016, il donne une conférence pour les DCF (Dirigeants Commerciaux de France) à Metz sur les clés de la réussite. Il intervient en entreprise sur le thème de la bienveillance au travail avec le consultant Philippe Rodet et donne des conférences en équilibre sur son vélo,.
Le 20 mai 2017 il bat le record du monde de vélo sur place en restant 15 heures et 27 minutes en équilibre, un record battu le 9 mars 2019 par le belge Salvatore Biancucci qui est resté sur son vélo pendant 17h27, soit deux heures de plus.
Clément Leroy récupère le record du monde de la discipline le 16 juillet 2019 à Albi, en marge de l’arrivée de la 10e étape du Tour de France, en franchissant pour la première fois la barre symbolique des 24 heures en équilibre sur son vélo avec un temps de 24h00 et 26 secondes, améliorant également son record personnel de près de 9h00 par rapport au précédent.